# Кристали (музичка група)
Кристали су српски поп рок бенд из Београда, основан 1993. године.

## Историјат бенда

### 1993—1999
Бенд је формиран у јануару 1993. године од стране басисте и вокалисте Дејана Гвоздена, гитаристе Жељка Маркуша, који је радио блуз и рок музику и наступао по београдским кафићима и клубовима. До тренутка када је бенд представио своју прву хит песму Два метра, чији је музички видео режирао Милутин Петровић, већ су представили новог басисту Милана Поповића, остављајући Гвоздена као вокалисту. Бенд је додатно проширен доласком тромбонисте Ненада Потија, који је свирао за Del Arno Band. Прву студијску песму О како си лепа објавили су на Л.В.О компилацији Академија вол. 1, 1993. године и живу верзију исте песме, која је снимљена у београдском клубу Простор, 9. фебруара 1994. године. Песма се нашла и на компилацији Грување вол. 1.
Деби албум Кристали издат је под окриљем издавачке куће Л.В.О 1994. године, а на њему су гостовали фронтмен Ајзберна Немања Којић Којот (тромбон), Владимир Лешић, Ђорђе Басовић (клавијатуре) и члан бенда Џа или Бу Александар Митановски, који је гостовао са гитаром на песми Емили. Албум је снимљан у студију клуба Академија, од марта до јуна 1994. године, а продуцирали су га Горан Живковић Жика и Родољуб Стојановић, док је дизајн радила Горанка Матић.
Познате песме са албума биле су Два метра, О како си лепа, Знам и Осми дан.
Други студијску албум Долина љубави, објављен је у априлу 1997. године у продукцији Игора Боројевића, а гости на њему били су Александар Балаћ (басиста), Александар Томић (саксофон) и Рамбо Амадеус који је гостова са акустичном гитаром на песми Сад се свега сећам. Песме Таласи, Нови дан и Хајде, хајде пратиле су исте музичке жанрове који су се појавили на деби албуму бенда. Наредне године бенд је снимио звучни запис за позоришну представу Фурка, а 1991. године појавио се на разним албумима и компилацијама Корак напред, 2 корака назад, са песмом Baby, baby коју је оригинално написао Срђан Шапер, а изводио је пре њих измишљени бенд ВИС Символи у филму Слободан Шијана, Давитељ против давитеља из 1984. године.

### 2000—2009
Године 2001. бенд је издао свој трећи студијски албум под називом Све што долази. Нови чланови били су басиста Александар Шишић, бубњар Бојан Дмитрашиновић, док је Гвозден поред вокалних задатака постао и ритам гитариста. Десет нових песама које су написали Гвозден и Маркуш, укључујући значајне Устани крени, Мењам се и Моје срце продуцирао је Мирко Вукомановић. Наредне године бенд се са две песме појавио на компилацијама које су изашле под окриљем Метрополис рекордса. Песма Сад се свега сећам појавила се Метрополис вол. 1 компилацији, док се песма Ти си из другога света појавила на компилацији Метрополис вол.2. Ремикс песме Устани крени појавио се на албуму Collector's Item, групе Intruder.
Снимак песме Твоје писмо је са концерта Дејана Цукића и Спори ритам бенда у центру Сава, одржаном 16. новембра 2002. године, а објављен на двд формату под називом Дејан Цукић и Спори ритам бенд уживо албум. Током исте године, бенд са Гвозденом, Маркушом, басистом Дејаном Шкопељом, бубњаром Ратком Љубичићем и клавијатуристом Иваном Крстићем, прославио је десетогодишњицу постојања на наступу у београдском Студију 6. Снимак је изашао под називом Уживо у Студију 6, 2004. године, са преуређеним верзијама песама снимљених током прве деценије основања бенда. Током исте године, бенд је снимио сингл Место за нас, који се појавио као музика за филм Сиви камион црвене боје.
Песма Осми дан рангирана је као 74. на листи Б92 100 најбољих домаћих песама.
Године 2009. Мултимедија рекордс поново издаје компилацију Грување деведесете уживо, која садржи уживо снимак песме О како си лепа. Исте године у априлу, Гвозден, Маркуш, басиста Марко Орловић и бубњар Ернест Џанановић снимили су сингл Време је, како би промовисали истоимени надолазећи албум. Песма се појавила на 26. месту листе Попбокс, 2009. године.

### 2010—данас
У октобру 2010. године, сингл Дрвосеча, са предстојећег албума појавио се на 5. месту Јелен топ 10. листе, а остало је на листи наредних пет недеља. Песма Дрвосеча такође се појавила у филму Жена са сломљеним носем.
У марту 2013. године, бенд је издао свој четврти студијски албум Само блуз, под окриљем ПГП РТС-а, а доступан је и за бесплатно преузимање на интернету.
У јуну 2014. године група је издала сингл Диван дан и промовисала последњи студијски албум. У октобру 2014. године, бенд је прославио 20. година постојања концертом у Дому омладине Београда. На концерту су гостовали бивши чланови бенда Милан Поповић и Жељко Маркуш.

## Дискографија

### Студијски албуми
- Кристали (1994)
- Долина љубави (1997)
- Све што долази (2001)
- Само блуз (2013)

### Уживо албуми
- Уживо @ Студио 6 (2004)

### Синглови
- "Знам" / "Осми дан"' (1994)

### Гостовања на компилацијама
- "Како си лепа" (Академија вол. 1; 1993)
- "Како си лепа" (Грување вол. 1; 1995)
- "Бејби, бејби" (Корак напред 2 корака назад; 1999)
- "Устани, крени ( Intrudet - Collector's Item; 2002)
- "Како си лепа" (Грување деведесете уживо; 2009)